# غلاوبر روتشا
غلاوبر روتشا (بالبرتغالية: Glauber Rocha‏) هو كاتب سيناريو وكاتب ومخرج وممثل برازيلي، ولد في 14 مارس 1939 في فيتوريا دا كونكيستا ‏ في البرازيل، وتوفي في 22 أغسطس 1981 في ريو دي جانيرو في البرازيل. من الجوائز التي نالها وسام الاستحقاق الثقافي ‏ سنة 2007.

## جوائز
- وسام الاستحقاق الثقافي [الإنجليزية]‏ (2007)

## وصلات خارجية
- غلاوبر روتشا على موقع IMDb (الإنجليزية)
- غلاوبر روتشا على موقع الموسوعة البريطانية (الإنجليزية)
- غلاوبر روتشا على موقع مونزينجر (الألمانية)
- غلاوبر روتشا على موقع ألو سيني (الفرنسية)
- غلاوبر روتشا على موقع تيرنر كلاسيك موفيز (الإنجليزية)
- غلاوبر روتشا على موقع أول موفي (الإنجليزية)
- غلاوبر روتشا على موقع قاعدة بيانات الأفلام السويدية (السويدية)
- غلاوبر روتشا على موقع ديسكوغز (الإنجليزية)
- غلاوبر روتشا على موقع قاعدة بيانات الفيلم (الإنجليزية)
- غلاوبر روتشا على موقع كينوبويسك (الروسية)